# Eberhard Hertel

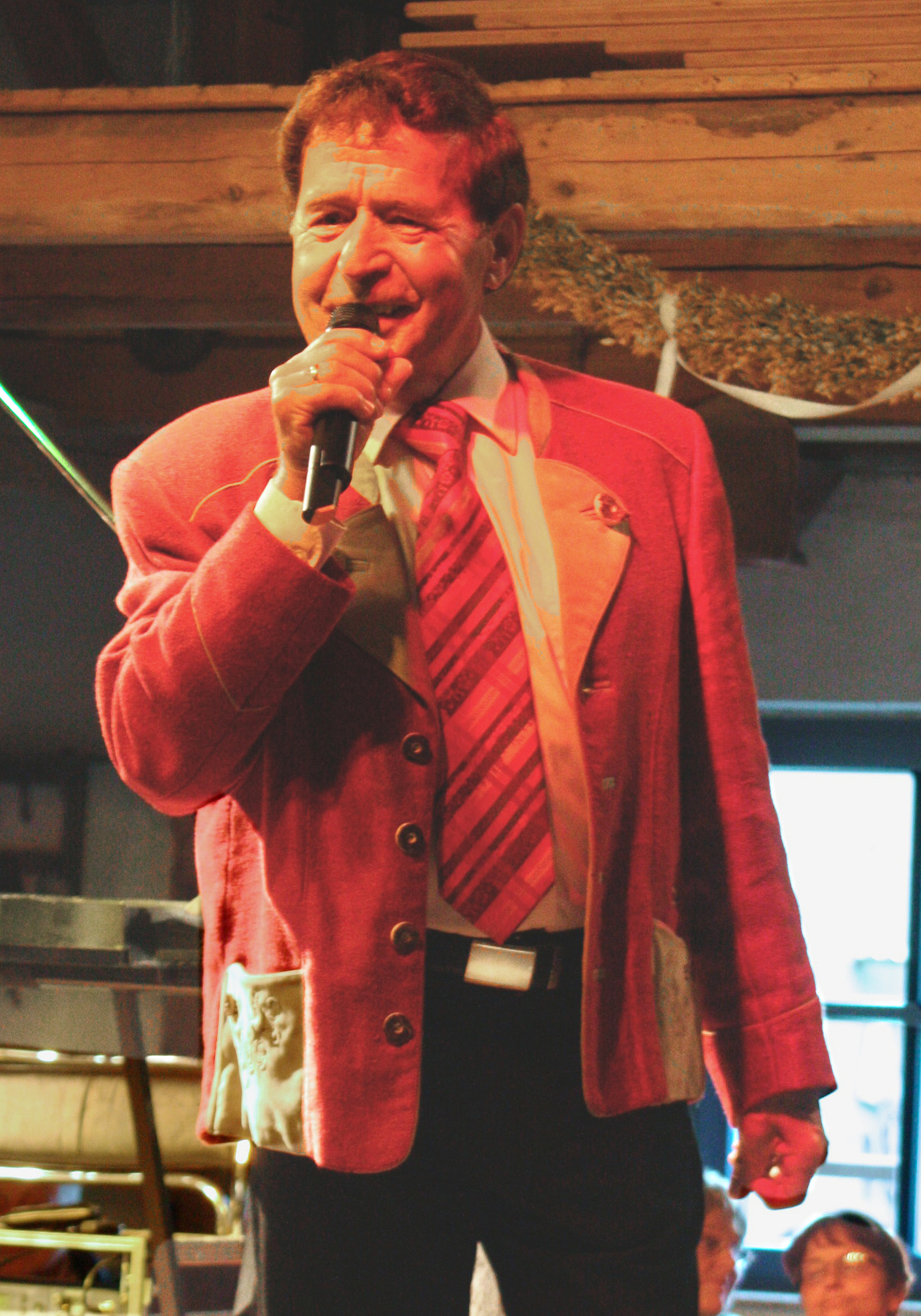
Eberhard Hertel (2012)

Eberhard Hertel (ur. 29 listopada 1938 w Oelsnitz/Vogtl., zm. 20 czerwca 2024) – niemiecki piosenkarz folkowy.

## Życiorys
Eberhard Hertel początkowo chciał zostać rolnikiem po ukończeniu szkoły, ale zdecydował inaczej. Wolał śpiewać pieśni ludowe swojej ojczyzny, co uczyniło go gwiazdą w NRD. Jego kariera muzyczna rozpoczęła się w 1976 roku na konkursie talentów Heitere Premiere. W latach 70. z powodzeniem występował jako jodłownik razem z Hannelore Kalin (* 1939). W 1979 roku obaj zostali uznani za najskuteczniejszy jodłujący duet w NRD. Przez wiele lat Hertel był stałym gościem programu muzyki ludowej Oberhofer Bauernmarkt, który był nagrywany w Hotelu Panorama. W przedstawieniu zinterpretował wiele znanych saksońskich pieśni ludowych, w szczególności dużą popularność zyskała jego interpretacja Der Vugelbeerbaam z Orkiestrą Gerharda Honiga w 1984 roku.
Po zjednoczeniu Hertel z sukcesem kontynuował swoją karierę, choć coraz bardziej spychał ją na dalszy plan na rzecz swojej córki Stefanie Hertel, której towarzyszył od jej pojawienia się na targu rolnym w Oberhof w 1985 roku. Razem śpiewali piosenki takie jak Wenn der Vater und die Tochter, Kleine Träume, das Rennsteiglied, Antona Günthera Feieromd oder Weihnachtslieder wie ’s Raachermannel, Feieromd Antona Günthera czy świąteczne piosenki takie jak „Raachermannel”. W 1996 roku on i jego córka wydali wspólny singiel Kleine Fische Werden Gross, będący coverem Als je weggaat Vadera Abrahama, w którym śpiewa o wczesnej miłości swojej córki i jej obawie przed opuszczeniem domu rodziców. Później drogi jego i córki rozeszły się głównie muzycznie, ale do początku 2024 roku pojawiali się razem w duetach w różnych programach telewizyjnych. Hertel był na scenie przez ponad 60 lat i wydał jedenaście albumów studyjnych.
29 listopada 2008 roku podczas Festiwalu Adwentu Muzyki Ludowej w Congress Centrum Suhl obchodził swoje 70. urodziny. MDR wyprodukowało także film „Papa Wird 70” w reżyserii Stefanie Hertel i Stefana Mrossa. W 2018 roku ukazał się jedenasty i ostatni album studyjny Hertela: Ich Brauche Musik, rocznicowy album z okazji jego 80. urodzin. Hertel wielokrotnie wspierał także cele charytatywne; W sierpniu 2002 roku zorganizował koncert charytatywny na rzecz powodzian w Saksonii, gdzie również sam wystąpił.
Eberhard Hertel był żonaty ze swoją żoną Elisabeth (1950–2017) aż do jej śmierci. W małżeństwie urodziło się łącznie czworo dzieci, w tym piosenkarka, prezenterka i aktorka muzyczna Stefanie Hertel. Zmarł 20 czerwca 2024 roku w wieku 85 lat. Z okazji jego śmierci flaga miasta przed ratuszem na rynku w Oelsnitz została opuszczona do połowy masztu.

## Wyróżnienia
W dniu 3 grudnia 2008 r. Eberhard Hertel został honorowym obywatelem swojego rodzinnego miasta Oelsnitz z rąk burmistrza Oelsnitz Evy-Marii Möbius, ponieważ „wniósł szczególny wkład w swoje rodzinne miasto i kulturę Vogtland”.